# Monson (Maine)
Monson és una població dels Estats Units a l'estat de Maine (EUA). Segons el cens del 2000 tenia 666 habitants.

## Demografia
Segons el cens del 2000, Monson tenia 666 habitants, 295 habitatges, i 179 famílies. La densitat de població era de 5,5 habitants/km².
Dels 295 habitatges en un 26,4% hi vivien nens de menys de 18 anys, en un 49,5% hi vivien parelles casades, en un 7,5% dones solteres, i en un 39,3% no eren unitats familiars. En el 34,6% dels habitatges hi vivien persones soles el 13,9% de les quals corresponia a persones de 65 anys o més que vivien soles. El nombre mitjà de persones vivint en cada habitatge era de 2,25 i el nombre mitjà de persones que vivien en cada família era de 2,91.
Per edats la població es repartia de la següent manera: un 23,4% tenia menys de 18 anys, un 4,4% entre 18 i 24, un 26,4% entre 25 i 44, un 28,2% de 45 a 60 i un 17,6% 65 anys o més.
L'edat mediana era de 42 anys. Per cada 100 dones de 18 o més anys hi havia 102,4 homes.
La renda mediana per habitatge era de 4 $ i la renda mediana per família de 3,75 $. Els homes tenien una renda mediana de 2,50 $ mentre que les dones 1,25 $. La renda per capita de la població era de 14.044 $. Entorn del 9,8% de les famílies i el 15,7% de la població estaven per davall del llindar de pobresa.